# Painkiller (álbum de Judas Priest)
Painkiller es el duodécimo álbum de estudio de la banda británica de heavy metal Judas Priest, publicado en 1990 por Columbia Records. Además, es la última producción con el vocalista Rob Halford luego que en 1992 renunciara, lo que produjo en el grupo un hiato de cerca de cinco años. Luego de su publicación obtuvo muy buenos comentarios de la prensa especializada, que en su gran mayoría resaltaron el retorno al sonido pesado característico de la banda. A su vez y en 1991, recibieron su primera nominación a los premios Grammy en la categoría mejor interpretación de metal.
Por último, en el año 2001 se remasterizó con dos pistas adicionales; «Living Bad Dreams» que se grabó durante las sesiones de grabación pero que fue descartada del listado de canciones y una versión en vivo de «Leather Rebel» que se grabó en Los Ángeles en 1990.

## Antecedentes
En 1989 y luego de terminar la gira promocional de Ram It Down llamada Mercenaries of Metal Tour, el baterista Dave Holland les anunció su retiro por problemas familiares. Con los años se confirmó que su salida fue en buenos términos y que tomó dicha decisión luego del fallecimiento de su padre y la grave enfermedad que contrajo su hermana. Además y en ese mismo período su productor por cerca de diez años, Tom Allom, les informó que no trabajaría en las grabaciones porque estaba enfocado en crear su propio sello discográfico.
Para reemplazar a Holland, Rob Halford se comunicó con su amigo y vocalista Jeff Martin de Racer X para informarle su interés en su baterista, Scott Travis. Con la ayuda de Martin, Travis grabó un vídeo tocando tres canciones clásicas de los ingleses y que fue enviado a España donde se encontraban los integrantes de la banda. A los pocos días fue aceptado e ingresó oficialmente a Judas Priest a fines de 1989.

## Grabación
Durante los últimos meses de 1989 Rob Halford, K.K. Downing y Glenn Tipton empezaron a escribir las primeras letras y algunos riffs de ciertas canciones. En ese mismo tiempo y con la llegada de Travis se compuso también la primera versión del solo de batería del tema «Painkiller». Sin embargo, el proceso oficial de grabación se inició en enero en los Estudios Miraval en Correns, Francia y culminó en marzo de 1990. Por su parte, su mezclado se realizó en los Wisserlord Studios de Hilversum en los Países Bajos y su masterización se llevó a cabo en los Townhouse Studios en Londres.
Por otro lado y con la salida de Allom de la producción, la banda contrató a Chris Tsangarides, conocido por ese entonces por trabajar como productor en varias agrupaciones británicas como Thin Lizzy, Gary Moore, Black Sabbath y Tygers of Pan Tang. Finalmente el disco fue coproducido por la banda y por Tsangarides, y que además contó con la participación especial del teclista Don Airey.

## Lanzamiento y promoción
De acuerdo a sus integrantes el disco debía ser lanzado a mediados de 1990, pero se atrasó debido al juicio que sufrieron por el suicidio de uno de sus fanáticos en 1985 luego de escuchar el tema «Better By You, Better Than Me». (para mayor información véase Stained Class) Finalmente se publicó el 3 de septiembre de 1990 en el Reino Unido a través de CBS Records y a las pocas semanas se posicionó en el lugar 26 en los UK Albums Chart. En el mismo día se puso a la venta en los Estados Unidos por Columbia Records, donde alcanzó la posición 26 en la lista Billboard 200 y el 2 de enero de 1991 el organismo Recording Industry Association of America lo certificó con disco de oro, tras vender más de 500 000 copias en dicho país.
Para promocionarlo se publicaron tres canciones como sencillos: «Painkiller» en el mismo día y que se ubicó en el lugar 74 en los UK Singles Chart, «A Touch of Evil» publicado en 1991 y que fue el único de los tres en entrar en los Mainstream Rock Tracks estadounidense en el puesto 29, y «Night Crawler» lanzado en 1992 y que alcanzó la posición 63 en el Reino Unido.
A su vez el 13 de septiembre iniciaron la gira promocional Painkiller Tour que los llevó por Norteamérica, Europa, Japón y por primera vez a Brasil, y que culminó el 15 de abril de 1991. Además, el 9 de julio de 1991 iniciaron su segunda visita a Norteamérica en la llamada Operation Rock 'N' Roll Tour, que fue una gira especial y que estaba conformada por ellos, Alice Cooper, Motörhead, Dangerous Toys y Metal Church. Esta serie de conciertos terminó el 19 de agosto en Toronto, que se convirtió a su vez en el último concierto con Rob Halford luego de su salida en 1992.

## Portada
El diseño y el concepto original de la portada fue creada por los propios integrantes de la banda, que para llevarlo a cabo llamaron nuevamente al artista Mark Wilkinson, creador de la portada de Ram It Down. El 16 de noviembre de 2002 en una entrevista online, Rob Halford afirmó que se basaron en el ángel de Sad Wings of Destiny y que la idea surgió durante las grabaciones, ya que se preguntaron como se vería el ángel caído en una versión futurista.
La imagen consta de un ángel de metal llamado The Painkiller montando una motocicleta en forma de dragón, cuyas ruedas son sierras circulares. Además, Wilkinson volvió a emplear el logotipo usado en Ram It Down y en la parte posterior utilizó la «cruz de Judas Priest», que precisamente fue creada en la portada de Sad Wings of Destiny.
Al igual que en los discos Screaming for Vengeance de 1982 y Defenders of the Faith de 1984, en su contraportada se escribieron algunas líneas con el fin de contar una breve historia del personaje ficticio: «Tal como la humanidad se lanzó hacia las profundidades del abismo del caos eterno, los restos de la civilización gritaron por la salvación. De la rendición surgió a través del cielo en llamas...The Painkiller».

## Comentarios de la crítica
Tras su publicación recibió críticas positivas de parte de la prensa especializada, quienes resaltaron la agresividad y sus letras oscuras como una reminiscencia a sus trabajos de los setenta. Steve Huey de Allmusic resaltó la influencia de Painkiller en el sonido del power metal de los noventa y además en las bandas emergentes del metal extremo. A su vez, comentó que a pesar de no ser el álbum más importante en los clásicos de la banda; es el más rápido y el más agresivo de los que hasta ese entonces habían publicado. Por su parte, Mike Stagno de Sputnikmusic lo consideró como una de sus producciones más influyentes para el power metal alemán y lo definió como «uno de los grandes álbumes del speed metal de todos los tiempos».
Uno de los autores de la página web RevelationZ concluyó su revisión afirmando: «Se trata de heavy metal con intensidad de demolición; duro, pesado, potente, intenso y agresivo pero con un toque de emoción. Si necesitas una definición de heavy metal, Painkiller es la respuesta». Pierre Bégin del sitio The Metal Crypt consideró que es una influencia directa del sonido que elaboró bandas como Gamma Ray y Primal Fear, y lo denominó como uno de los clásicos de la banda y un punto importante en la historia del heavy metal. Mientras que en la revisión realizada por la página Metal Storm destacaron la producción y las letras, y comentaron: «Brindó un sonido que no se podía imaginar antes de 1990».

## Lista de canciones
Todas las canciones escritas por Rob Halford, Glenn Tipton y K.K. Downing, a menos que se indique lo contrario.

| N.º | Título                             | Escritor(es)                          | Duración |  |
| 1.  | «Painkiller»                       |                                       | 6:06     |  |
| 2.  | «Hell Patrol»                      |                                       | 3:37     |  |
| 3.  | «All Guns Blazing»                 |                                       | 3:58     |  |
| 4.  | «Leather Rebel»                    |                                       | 3:35     |  |
| 5.  | «Metal Meltdown»                   |                                       | 4:49     |  |
| 6.  | «Night Crawler»                    |                                       | 5:45     |  |
| 7.  | «Between the Hammer and the Anvil» |                                       | 4:49     |  |
| 8.  | «A Touch of Evil»                  | Halford, Tipton, Downing, Tsangarides | 5:45     |  |
| 9.  | «Battle Hymn»                      |                                       | 0:58     |  |
| 10. | «One Shot at Glory»                |                                       | 6:49     |  |

| Pistas adicionales en reedición de 2001 |                                                                                             |          |  |
| N.º                                     | Título                                                                                      | Duración |  |
| 11.                                     | «Living Bad Dreams» (grabado durante las sesiones de Painkiller)                            | 5:21     |  |
| 12.                                     | «Leather Rebel» (en vivo, grabado en Los Ángeles, Callifornia, el 13 de septiembre de 1990) | 3:39     |  |

## Músicos
- Rob Halford: voz
- Glenn Tipton: guitarra eléctrica
- K.K. Downing: guitarra eléctrica
- Ian Hill: bajo
- Scott Travis: batería
- Don Airey: teclados y sintetizador (músico invitado)